# Norihito

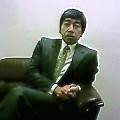
Prins Norihito

Norihito, prins Takamado (Japans: 高円宮憲仁親王, Takamado-no-miya Norihito Shinnō) (Tokio, 29 december 1954 – aldaar, 21 november 2002) was een lid van de Japanse keizerlijke familie. Hij was de jongste zoon van prins Takahito en prinses Yuriko. Norihito was een neef van ex-keizer Akihito.
Prins Norihito studeerde rechten aan de Gakushuin University in Tokio en de Queen's University in Kingston. Na zijn terugkeer naar Japan werkte hij als beheerder van de Japan Foundation. De prins was erevoorzitter van diverse liefdadigheidsorganisaties die zich bezighouden met internationale uitwisselingen, met name op het gebied van muziek, dans en sport. Namens de Japan Football Association bezocht hij in mei 2002 de opening van het WK voetbal in Seoel. Het was het eerste officiële bezoek aan Zuid-Korea van een lid van de Japanse keizerlijke familie sinds de Tweede Wereldoorlog.

## Familie
Op een receptie van de Canadese ambassade in Tokio leerde hij Hisako Tottori, de dochter van een Japanse industrieel, kennen. Het stel verloofde zich op 17 september 1984 en trouwde drie maanden later, op 6 december 1984. Samen kregen ze tussen 1986 en 1990 drie dochters: de prinsessen Tsuguko, Noriko en Ayako.
In 2002 zakte de 47-jarige prins Norihito tijdens een squashles plotseling ineen. Eenmaal in het ziekenhuis overleed hij aan hartfalen. Zijn onverwachte dood schokte de natie. Om hem te eren, is de Japanse jeugdvoetbalcompetitie naar hem vernoemd, evenals - vanwege zijn band met Canada - een collectie in het Royal Ontario Museum.